# Harman
Harman, anciennement Harman International Industries ou Harman Kardon, est un groupe américain créé en 1953 et spécialisé dans les équipements audio. Il est composé de plusieurs marques dont JBL, AKG, Bang & Olufsen (partie audio automobile), Bowers & Wilkins, Denon et Marantz.
En 2016, il est racheté à 100 % par le Groupe Samsung et devient une filiale de Samsung Electronics.
Harman développe et fabrique du matériel électronique hi-fi et home cinema pour le grand public.
- En 1953, Sidney Harman et Bernard Kardon fondent la société américaine Harman Kardon. Dès les années 1950, Harman Kardon rencontre un franc succès, avec des amplificateurs tels que le Harman Kardon D1000, le Harman Kardon Festival TA230 ou l'Harman Kardon Citation II.
- Dans les années 1970, la marque introduit le premier enregistreur de cassettes audio avec système de réduction de bruit Dolby (Dolby B).
- 1980 :  création de la société Harman International Industries
- C'est dans les années 1990 que Harman Kardon prend une autre dimension auprès du grand public, en proposant des amplificateurs home cinema très performants.
- Le groupe est racheté par Samsung Electronics le 14 novembre 2016.
- Harman achète Bowers & Wilkins, Denon, Marantz, Polk Audio, Classé, etc en 2025 [2]

## Historique
L'histoire du groupe commence en 1953 quand le Dr. Sidney Harman et Bernard Kardon créent leur première entreprise à leur nom, Harman Kardon. Leur premier produit est alors une radio FM. Un an plus tard, ils lancent le premier récepteur de radio Hi-Fi conçu particulièrement pour le grand public, le Festival D1000 : un unique boîtier contenant un tuner, un amplificateur, un haut-parleur et des potentiomètres. En 1958, Harman Kardon présente la première radio stéréo, le Festival TA230.
Quand Bernard Kardon prend sa retraite en 1956, Harman lui rachète ses parts avant de céder une partie de l'activité en 1962 pour mieux financer sa nouvelle orientation. Harman a en effet l'idée de vendre séparément les éléments qui constituent les chaînes Hi-Fi. Il rachète en 1969 le fabricant de haut-parleurs JBL. Harman Kardon réalise des bénéfices spectaculaires.
En 1977, Sidney Harman accepte le poste de sous-secrétaire au Commerce que lui propose le président Jimmy Carter. Il revend alors ses actions à une entreprise de Chicago, Beatrice Foods, qui se déleste d'une partie des activités d'Harman Kardon et néglige les autres. La marque Harman Kardon elle-même est cédée à une entreprise japonaise qui sera absorbée par Hitachi. Seuls demeurent la marque JBL et des filiales de distribution.
À l'issue du mandat de Jimmy Carter en 1980, Harman, âgé de 61 ans, décide de reprendre le contrôle de son entreprise. Il s'associe à des financiers et parvient à récupérer 60 % des activités qu'il avait vendues trois ans plus tôt. Le nouveau groupe, basé à Washington, D.C., prend le nom d'Harman International.
Le groupe se développe grâce aux rachats de plusieurs sociétés : Infinity en 1982, Crown en 1985, le Français Audax en 1987, etc. Tout en poursuivant son activité dans le secteur de l'équipement audio, il s'oriente, après l'acquisition en 1982 d'une entreprise spécialisée, vers la production d'autoradios, fournissant notamment BMW, Mercedes-Benz et Harley-Davidson. La société Harman Kardon, toujours aux mains d'industriels japonais, est rachetée en 1985. À partir des années 2000, son activité s'étend à la fabrication d'enceintes pour ordinateurs et baladeurs audio (iSub, Soundsticks, etc.), de navigateurs GPS et d'accessoires pour l'automobile.
En 1992, à l'âge de 70 ans, Harman prend en main personnellement la gestion de son groupe. Il se sépare de son directeur général, qu'il remplace, et s'installe à proximité des sites de production en Californie. Il regroupe les 21 marques que compte l'entreprise en cinq divisions, puis réorganise le groupe en trois unités : professionnel, automobile et grand public. Les acquisitions se poursuivent : AKG et Lexicon en 1993, le spécialiste suisse des magnétophones haut de gamme Studer en 1994, l'Allemand Becker en 1995, ou encore le système d'exploitation QNX en 2004.
En 2007, Harman International revend la marque Audax à l'entreprise française AAC (Applications Acoustiques Composites). En avril 2007, le groupe accepte la proposition de rachat du consortium formé par Kohlberg Kravis Roberts & Co. et Goldman Sachs pour 8 milliards de dollars. L'opération est terminée fin 2007.
Samsung Electronics acquiert le groupe Harman le 14 novembre 2016, pour 8 milliards de dollars.

## Sites de production
- Pécs (Hongrie)[6]
- Székesfehérvár (Hongrie)

En 2014, Harman ferme son usine de Château-du-Loir, qui produisait des haut-parleurs pour véhicules. La fermeture de cette usine entraine la suppression de 185 emplois.
En mars 2016, Harman ferme l'usine Martin Professional de Frederikshavn,.
En 2017, Harman ferme l'usine Crown Audio de Elkhart, entrainant 115 licenciements.
En juin 2017, Harman ferme l'usine AKG de Vienne en Autriche.
En janvier 2020, Harman annonce la fermeture de l'usine Harman Becker Automotive Systems (en) de Straubing en Allemagne dans le courant de l'année 2020. Ce site produit des haut-parleurs, la production doit être transférée en Hongrie.

## Marques et activités

### Grand public

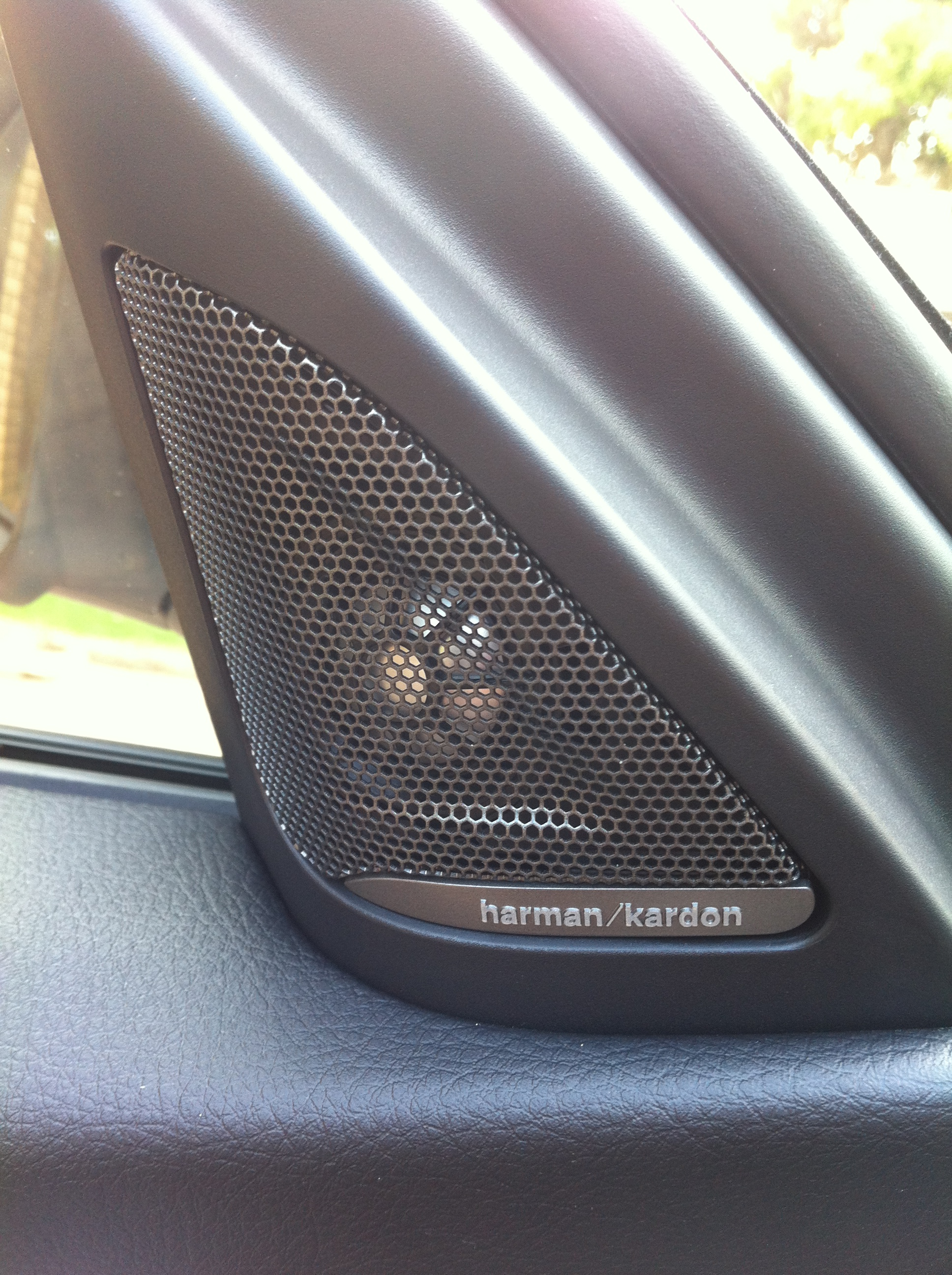
Un haut-parleur Harman Kardon dans une voiture.

- AKG ou AJAX
- Audioaccess
- Harman Kardon
- Infinity Systems
- JBL Consumer
- Lexicon Consumer
- Mark Levinson
- Revel
- ReVox

### Professionnel
- JBL Professionnel
- AKG Pro
- BSS Audio
- Crown International (en)
- DBX
- Digitech
- DOD
- Harman Kardon
- Lexicon
- MARGI
- Martin Professional (en)
- Soundcraft
- Studer
- WaveWare Technologies
- AMX

### Automobile
- Harman Kardon
- Harman Becker
- Bang & Olufsen (division audio automobile)[13]
- JBL
- Becker
- Infinity
- Lexicon
- Mark Levinson
- QNX

## Sources
- Histoire d'Harman International
- Site officiel de Harman International
- International Directory of Company Histories, Vol. 15. St. James Press, 1996